# Louise Lombard
Louise Lombard (nacida como Louise Marie Perkins; 13 de septiembre de 1970) es una actriz inglesa. Es conocida por sus papeles de Evangeline Eliott en la serie dramática de la BBC The House of Eliott (1991–94) y de Sofia Curtis en la serie dramática de CBS CSI: Crime Scene Investigation (2004–11).

## Primeros años y educación
Lombard nació en Redbridge, Londres, Inglaterra, la quinta de siete hijos. Uno de sus hermanos es el exfutbolista Declan Perkins.
Lombard comenzó a tomar lecciones de teatro cuando tenía ocho años. Asistió a Trinity Catholic High School, una escuela católica, donde obtuvo nueve niveles O. Lombard estudió literatura inglesa en la Universidad de Cambridge.

## Carrera
Lombard es mejor conocido por interpretar a Evangeline Eliott en el drama televisivo de la década de 1990 The House of Eliott. Su primera gran oportunidad fue en la exitosa serie Chancer, después de lo cual Lombard protagonizó los dramas televisivos Bodyguards y Metropolis y varias películas, incluidas Gold in the Streets, My Kingdom y After the Rain .
En 1994, fue nombrada una de las 50 personas más bellas del mundo por la Revista People. De 1998 a 2000, Lombard hizo una pausa en su carrera para estudiar literatura inglesa en Cambridge.
En 1998, Lombard protagonizó Tale of the Mummy; y, en 1999, protagonizó la película  Esther, junto a F. Murray Abraham, Thomas Kretschmann y Jürgen Prochnow. En 1999, Lombard protagonizó After the Rain con Ariyon Bakare, Paul Bettany y Peter Krummack.
En 2004, Lombard apareció en la película Hidalgo. En noviembre de ese mismo año, Lombard comenzó un papel recurrente en la serie de televisión CSI: Crime Scene Investigation durante las temporadas 5 y 6. Hizo su primera aparición en la temporada 5, episodio 7 ("Formalities"), interpretando a Sofia Curtis, una investigadora de la escena del crimen que luego se convierte en detective de homicidios. En septiembre de 2006, en el estreno de la temporada 7 ("Build to Kill, Part 1"), Lombard comenzó un papel regular que ocupó durante toda esa temporada, hasta su final ("Living Doll"). En septiembre de 2007, Lombard apareció en el estreno de la temporada 8 ("Dead Doll") y fue acreditada como estrella invitada especial.
En 2009, Lombard apareció en el episodio piloto de puerta trasera de NCIS: Los Ángeles, que se emitió durante la temporada 6 de la serie principal de NCIS; Episodios 22 ("Legend Part 1") y 23 ("Legend Part 2"). Interpretó a la agente especial Lara Macy a cargo de la Oficina de Proyectos Especiales del NCIS en Los Ángeles.
En marzo de 2011, TVLine anunció que Lombard volvería a interpretar su papel de Sofia Curtis en CSI: Crime Scene Investigation en el episodio de la temporada 11 "Father of the Bride", que se emitió el 28 de abril de 2011 y reveló que su personaje había sido ascendido a subdirectora.
En 2014, Lombard protagonizó el piloto de la serie dramática postapocalíptica de Lifetime The Lottery.

## Filmografía

### Películas
| Año  | Título                | Papel               | Notas        |
| ---- | --------------------- | ------------------- | ------------ |
| 1988 | Twice Upon a Time     |                     |              |
| 1998 | Gold in the Streets   | Mary                |              |
| 1998 | Tale of the Mummy     | Samantha Turkel     |              |
| 1999 | After the Rain        | Emma                |              |
| 2001 | My Kingdom            | Kath                |              |
| 2002 | Heaven Must Wait      | Rachel Blackmon     |              |
| 2002 | Claim                 | Ellen Brachman      |              |
| 2004 | Hidalgo               | Lady Anne Davenport |              |
| 2004 | Countdown             | Catherine Stone     |              |
| 2005 | The Call              | Mujer               | Cortometraje |
| 2011 | Un Africain en hiver  | Madame Dozin        |              |
| 2019 | Shadow Wolves         | Lady Milton-Simon   |              |
| 2020 | after: en mil pedazos | Trish Daniels       |              |
| 2021 | after: almas perdidas | Trish Daniels       |              |
| 2022 | after: amor infinito  | Trish Daniels       |              |
| 2023 | Oppenheimer           | Ruth Tolman         |              |
| 2023 | After Everything      | Trish Daniels       |              |

### Televisión
| Año     | Título                         | Papel                     | Notas                                                                    |
| ------- | ------------------------------ | ------------------------- | ------------------------------------------------------------------------ |
| 1989    | The Forgotten                  | Kristina                  | Película de televisión                                                   |
| 1989    | Capital City                   | Louise                    | 4 episodios                                                              |
| 1990    | The Bill                       | Susan Peterfield          | Episodio: "Yesterday, Today, Tomorrow"                                   |
| 1990    | Perfect Scoundrels             | Alice                     | Episodio: "Sweeter Than Wine"                                            |
| 1990    | Casualty                       | Clare Jameson             | Episodio: "All's Fair"                                                   |
| 1991    | The Black Velvet Gown          | Lucy Gallmington          | Película de televisión                                                   |
| 1991    | Bergerac                       | Clarissa Calder           | Episodio: "Snow in Provence"                                             |
| 1991    | Chancer                        | Anna                      | 7 episodios                                                              |
| 1991–94 | The House of Eliott            | Evangeline Eliott         | 34 episodios                                                             |
| 1992    | Angels                         | Lucy                      | Película de televisión                                                   |
| 1993    | Shakers                        |                           | Película de televisión                                                   |
| 1996–97 | Bodyguards                     | Liz Shaw                  | 7 episodios                                                              |
| 1999    | Esther                         | Ester                     | Miniserie de televisión                                                  |
| 2000    | Metropolis                     | Charlotte                 | Miniserie de televisión                                                  |
| 2003    | War Stories                    | Gayle Phelan              | Película de televisión                                                   |
| 2003    | Second Nature                  | Dra. Harriet Fellows      | Película de televisión                                                   |
| 2004–07 | CSI: Crime Scene Investigation | Detective Sofia Curtis    | 48 episodios (recurriente: temporadas 5-6, 8; protagonista: temporada 7) |
| 2007    | Judy's Got a Gun               | Judy Lemen                | Película de televisión                                                   |
| 2008    | Kiss of Death                  | Kay Rousseu               | Película de televisión                                                   |
| 2009    | NCIS                           | Agente especial Lara Macy | Episodios: "Legend: Part 1" y "Legend: Part 2"                           |
| 2010    | Miami Medical                  | Karen                     | Episodio: "All Fall Down"                                                |
| 2010    | Stargate Universe              | Gloria Rush               | 4 episodios                                                              |
| 2011    | CSI: Crime Scene Investigation | Sofia Curtis              | Episodio: "Father of the Bride"                                          |
| 2012    | Rogue                          | Wendy Hollingsworth       | Película de televisión                                                   |
| 2012    | El mentalista                  | Dean Nora Hill            | Episodio: "His Thoughts Were Red Thoughts"                               |
| 2012    | Dripping in Chocolate          | Juliana Lovece            | Película de televisión                                                   |
| 2013    | The Selection                  | Queen Amberly             | Piloto                                                                   |
| 2014    | Star-Crossed                   | Saroya                    | 4 episodios                                                              |
| 2014    | Grimm                          | Elizabeth Lascelles       | 6 episodios                                                              |
| 2015    | A Student's Obsession          | Stephanie                 | Película de televisión (Lifetime)                                        |
| 2018–19 | Lethal Weapon                  | Gillian                   | 2 episodios                                                              |
| 2019    | SEAL Team                      | Claire North              | Episodio: "Backwards in High Heels"                                      |
| 2019    | How to Get Away with Murder    | Nora                      | Episodio: "Be the Martyr"                                                |
| 2019    | The Fix                        | Stephanie Reynolds        | Episodio: "Jeopardy!"                                                    |
| 2019    | Susan Hill's Ghost Story       | Alice Merriman            | Película de televisión                                                   |